# Blue Movie
Blue Movie (estilitzada com a blue movie; també coenguda com a Fuck) és una pel·lícula nord-americana de 1969 escrita, produïda i dirigida per Andy Warhol. És la primera pel·lícula eròtica per adults que representa sexe explícit per rebre l'estrena a gran escala als Estats Units, i es considera una pel·lícula seminal a l'Edat d'Or del Porno (1969–1984). Va ajudar a inaugurar el fenomen "Porno chic", en què celebritats parlaven públicament del porno (com Johnny Carson i Bob Hope) i pres seriosament pels crítics de cinema (com Roger Ebert), rn la cultura nord-americana moderna, i més tard, a molts altres països del món. Segons Warhol, Blue Movie va ser una gran influència en la realització de  L'últim tango a París, una pel·lícula dramàtica eròtica controvertida internacionalment protagonitzada per Marlon Brando i estrenada uns anys després que es fes Blue Movie. Viva i Louis Waldon, interpretant-se a ells mateixos, van protagonitzar Blue Movie.
El 1970, es va projectar Mona, la segona pel·lícula eròtica per adults, després de Blue Movie, que representava un sexe explícit i que va rebre una àmplia estrena en cinemes als Estats Units. Després es van estrenar altres pel·lícules per a adults, com ara Boys in the Sand, Deep Throat, Behind the Green Door i The Devil in Miss Jones, continuant l'Edat d'Or del porno començada amb Blue Movie. El 2016, Blue Movie es va projectar al Whitney Museum of American Art a Manhattan.

## Sinopsi
La pel·lícula inclou diàlegs sobre la guerra del Vietnam, diverses tasques mundanes i, també, sexe explícit, durant una tarda feliç en un apartament de la ciutat de Nova York (propietat del crític d'art David Bourdon). La pel·lícula es va presentar a la premsa com "Una pel·lícula sobre la guerra del Vietnam i què podem fer-hi". Warhol va afegir: "la pel·lícula tracta sobre... l'amor, no la destrucció."
Warhol va explicar que la manca d'una trama a Blue Movie va ser intencionada:
| « | Els guions m'avorrien. És molt més emocionant no saber què passarà. No crec que aquesta trama sigui important. Si veus una pel·lícula de dues persones parlant, pots mirar-la una vegada i una altra sense avorrir-te. T'hi involucres - trobes coses a faltar - hi tornes... Però no pots tornar a veure la mateixa pel·lícula si té una trama perquè ja coneixes el final... Tothom és ric. Tothom és interessant. Fa anys, la gent s'asseia mirant el carrer per les finestres. O en un banc del parc. Es quedaven hores sense avorrir-se encara que no passava res. Aquest és el meu tema preferit a l'hora de fer pel·lícules: només veure alguna cosa que passa durant dues hores més o menys... Encara crec que és agradable preocupar-se per la gent. I les pel·lícules d'Hollywood són indiferents. Som gent pop. Vam fer un recorregut per Universal Studios a Los Angeles i dins i fora del lloc, era molt difícil saber què era real. No són persones reals que intenten dir alguna cosa. I som gent real que no intentem dir res. M'agrada tothom i crec en tot. | » |

Segons Viva: "Les pel·lícules de Warhol parlaven de la decepció i la frustració sexual: com Andy veia el món, com és el món i com ho veuen les nou dècimes de la població, però té la intenció de no fer-ho."

## Reparatiment
- Louis Waldon - Ell mateix
- Viva - Ella mateixa

## Producció
Andy Warhol va descriure la producció de Blue Movie de la següent manera: Sempre havia volgut fer una pel·lícula que fos pura merda, res més, com [la meva pel·lícula] Eat només havia estat menjant i [la meva pel·lícula] Sleep només havia estat dormint. Així que a l'octubre del 68 vaig rodar una pel·lícula de Viva fent sexe amb Louis Waldon. L'he anomenat només Fuck."
La pel·lícula suposadament es va rodar en una única sessió de tres hores i inicialment es van retallar 30 minuts per a la versió de 140 minuts. La secció clímax es va rodar en una presa de 35 minuts. Segons la revista Variety, la pel·lícula només té 10 minuts del sexe real.
La pel·lícula va adquirir un to blau/verd perquè Warhol va utilitzar el tipus de pel·lícula incorrecte durant la producció. Va utilitzar pel·lícules destinades a filmar escenes nocturnes, i el sol que entrava per la finestra de l'apartament va provocar una coloració blava.
Segons el cineasta i acadèmic Wheeler Winston Dixon, que va assistir a la primera projecció de la pel·lícula a Warhol's Factory (33 Union Square West, Manhattan, Nova York) en la primavera de 1969:
| « | Perquè [Blue Movie era blava]? Bé, Warhol va utilitzar pel·lícula reversible de 16 mm per les seves pel·lícules, i si estàveu rodant pel·lícules en color als anys 60 i 70, dues de les opcions més populars per a les pel·lícules eren Eastman Reversal 7241, equilibrada per utilitzar-la a l'aire lliure; i Eastman Reversal 7242, equilibrat per a il·luminació de tungstè (interior). Si rodaves amb Eastman 7242 a l'exterior sense utilitzar un filtre Wratten 85B, la imatge es tornaria completament blava; i això és el que passava aquí. L'única llum que s'utilitzava era la llum del dia que entrava per la finestra, fent que la imatge final fos molt, molt blava... Quan va acabar la pel·lícula... vaig sentir a Warhol preguntar a algú lamentant-se "per què tot el segon rodet és tot blau?". així que li vaig parlar del 7242, del 7241 i de la necessitat d'utilitzar el filtre adequat per equilibrar el color quan utilitzeu material d'interior a l'aire lliure, o viceversa. "Ohhhhhhh", va dir l'Andy. Pausa llarga. "Bé, suposo que l'hauríem de dir pel·lícula blava". ... [Michelangelo] Antonioni [també present a la projecció] va riure, també, apreciant el doble sentit evident; una "pel·lícula blava" que realment era una pel·lícula blava... Vincent Canby va assenyalar [a la seva ressenya de The New York Times] que la pel·lícula era "literalment d'un color fresc i blau verdós". Ara ja sabeu per què. | » |
| — Wheeler Winston Dixon citat al seu article, Andy Warhol, Michelangelo Antonioni, and Blue Movie (2012). | |   |

## Estrena
La pel·lícula va tenir una projecció benèfica el 12 de juny de 1969 a l'Elgin Theatre de Nova York. Variety va informar que la pel·lícula va ser la "primera estrena cinematogràfica que representava realment un coit". Mentre s'inicia mostrada a The Factory, Blue Movie no es va presentar a un públic més ampli fins que es va estrenar al New Andy Warhol Garrick Theatre a Nova York el 21 de juliol de 1969, amb un temps de projecció de 105 minuts. La pel·lícula també fou exhibida al Berkeley Repertory Theatre a Califòrnia.
El dia de l'estrena a Nova York, la pel·lícula va recaptar el rècord de la casa de 3.050 dòlars, amb un total de 16.200 dòlars la setmana. Warhol va rebre el 90% de la recaptació, així que va recuperar ràpidament els 3.000 dòlars de la pel·lícula.
Viva, a París, trobant que Blue Movie cridava molta atenció, va dir, "A Timothy Leary li va encantar. A Gene Youngblood (un crític de cinema de LA) també. Va dir que jo estava millor que Vanessa Redgrave i era la primera vegada que una autèntica estrella de cinema feia l'amor a la pantalla. Va ser un "autèntic avenç"

### Controvèrsia
El 31 de juliol de 1969, el personal del New Andy Warhol Garrick Theatre va ser arrestat i la pel·lícula confiscada. Finalment, el gerent del teatre va rebre una multa de 250 $. Després, va dir el gerent: "No crec que ningú va ser perjudicat per aquesta pel·lícula... Vaig veure altres imatges per la ciutat i aquesta era una matinada infantil en comparació amb elles." Warhol va dir: "Què és la pornografia de totes maneres? ... Les revistes musculars es diuen pornografia, però realment no ho són. T'ensenyen a tenir bons cossos... Crec que les pel·lícules haurien d'apel·lar a interessos lascivis. Em refereixo a com van les coses ara: les persones estan alienades les unes de les altres. Blue Movie era real. Però no es va fer com a pornografia, sinó com un exercici, un experiment. Però realment crec que les pel·lícules "haurien de despertar-te, entusiasmar-te amb la gent, haurien de ser lasciva". La prudència forma part de la màquina. Et manté feliç. Et manté corrent."

### Conseqüències

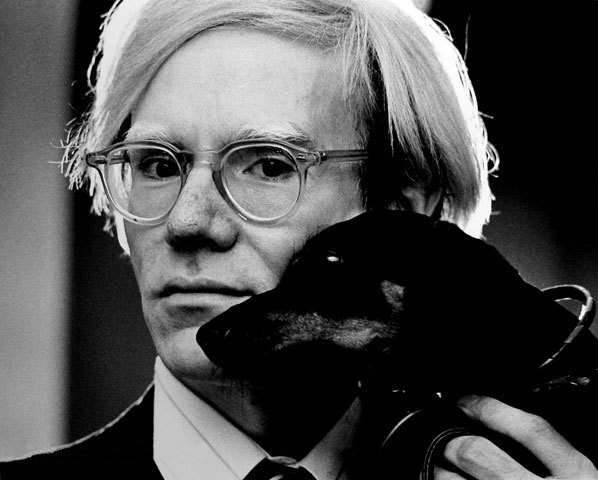
Andy Warhol

Després, el 1970, Warhol va publicar Blue Movie en forma de llibre, amb diàlegs pel·lícules i fotografies explícites, editat per Grove Press.
Quan L'últim tango a París, una pel·lícula dramàtica eròtica internacionalment controvertida, dirigida per Bernardo Bertolucci i protagonitzada per Marlon Brando, es va estrenar el 1972, Warhol va considerar que Blue Movie l'havia inspirat.
Mona the Virgin Nymph, una pel·lícula eròtica que representava sexe explícit, també va ser estrenada als Estats Units el 1970. Poc després foren estrenades altres pel·lícules per a adults, com ara Boys in the Sand, Deep Throat, Behind the Green Door i The Devil in Miss Jones, continuant l'Edat d'Or del Porno començada amb Blue Movie. El 1973, el fenomen del porno va ser discutit públicament per celebritats (com Johnny Carson i Bob Hope) i els crítics de cinema es van prendre seriosament (com Roger Ebert), un desenvolupament anomenat, per Ralph Blumenthal de The New York Times, com "porno chic", va començar, per primera vegada, en la cultura americana moderna, i més tard, a molts altres països del món. El 1976, The Opening of Misty Beethoven, basat en l'obra Pygmalion de George Bernard Shaw (i la seva derivada, My Fair Lady), i dirigida per Radley Metzger, es va estrenar a les sales. L'autor guardonat Toni Bentley ha anomenat la pel·lícula la "joia de la corona" de l'Edat d'Or del Porno.

### Reviscolament
Blue Movie es va projectar públicament a la ciutat de Nova York el 2005, per primera vegada en més de 30 anys. El 2016, la pel·lícula es va projectar al Whitney Museum of American Art a Manhattan.